# Jajangmyeon
Jajangmyeon (Hangul: 자장면 lub 짜장면) – danie kuchni koreańskiej; składa się z makaronu z sosem, którego głównym składnikiem jest pasta chunjang z czarnej fasolki sojowej, kawałki wieprzowiny oraz warzywa.